# Gears of War 3
Gears of War 3 ist ein Third-Person-Shooter, entwickelt von Epic Games und veröffentlicht durch die Microsoft Game Studios. Er ist direkter Nachfolger von Gears of War 2. Der finale Teil der Trilogie wurde am 13. April 2010 offiziell von Epics Design Director Cliff Bleszinski in einem TV-Interview für April 2011 angekündigt. Gears of War 3 ist der erste Teil der Reihe, der in Deutschland veröffentlicht wurde.

## Spielprinzip
In Gears of War 3 gibt es zum ersten Mal einen Vier-Spieler-Coop-Modus und drei spielbare weibliche Charaktere: Samantha Byrne, Anya Stroud und Myrrah, die Locust-Königin. Ein weiterer neuer spielbarer Charakter ist Jace Stratton, ein kampferprobter Soldat, welcher in den Comics vorkommt und in Gears of War 2 erwähnt wird.
Es gibt zahlreiche neue Waffen, wie zum Beispiel den Retro Lancer (mit einem normalen Bajonett), eine doppelläufige Schrotflinte (auch Lupara genannt), die Brandgranate, den Digger Launcher oder den One Shot, der einen Gegner mit nur einem Schuss ausschalten kann. Außerdem ist die Gorgon-Pistole nun vollautomatisch und trägt den Namen Gorgon SMG.

## Handlung
Gears of War 3 beginnt zwei Jahre nach der Versenkung von Jacinto. Die überlebenden Menschen haben sich entweder auf riesige Schiffe oder in die Ruinen der durch die Hammerschläge zerstörten Städte gerettet, um mit dem Neuaufbau zu beginnen. Die Locust scheinen endgültig eliminiert worden zu sein, jedoch attackieren nun die Lambent Locust die letzten Stützpunkte der Menschen. Marcus Fenix, Dominic Santiago, Anya Stroud und Jace Stratton befinden sich auf einem Schlachtschiff, das durch die Gewässer der Leuchtenden fährt und sofort von diesen angegriffen wird. In diesem Getümmel erscheint auf einmal Prescott, der Vorsitzende der KOR, dessen Verschwinden zur Auflösung des Bündnisses geführt hat. Dieser übergibt Marcus eine Botschaft seines tot geglaubten Vaters Adam, der anscheinend noch am Leben ist. Als das Delta-Team das Schiff verlassen will, wird es von einem gigantischen leuchtenden Leviathan angegriffen.
Parallel zu diesen Ereignissen suchen Augustus Cole, Damon Baird, Samantha „Sam“ Byrne und Clayton Carmine, Bruder von Anthony und Ben Carmine aus den vorherigen Teilen, in Coles Heimatstadt Hanover nach Nahrungsmitteln und Munition. Dank Coles Ruf als exzellenter Trashball-Spieler für sein Heimatteam werden sie von den Gestrandeten herzlich empfangen und mit Vorräten versorgt. Dann erreicht das Team ein Notruf von dem Schiff, auf dem sich Marcus mit seiner Truppe aufhält. Cole und sein Team kämpfen sich durch die Wellen der Leuchtenden und Locust, die nun auf der Oberfläche leben und sich neu formieren. Als Coles Team die Brücke erreicht, unter der sich das Schiff und der Leviathan befinden, stürzen sie eine Kiste voll mit „Zecken“, kleinen Locust, die mit Bomben ausgestattet sind, auf den Leviathan, was ihn zwar tötet, aber sowohl das Schiff als auch die Brücke zerstört. Beide Teams überleben dies nur knapp.
Auf dem Festland kann das Delta-Team die angreifenden Locust abwehren und findet den tödlich verwundeten Prescott. Mit letzter Kraft erzählt er Marcus von dem Aufenthaltsort seines Vaters, einer Insel namens Azura, und gibt ihm eine Disc mit ihrem Standort. Um diese Disc zu entschlüsseln, muss sich das Team zum Ambosstor begeben, welches hinter den feindlichen Linien der Locust liegt. Marcus, Dom, Baird und Cole kapern einen Locust-Gas-Kahn und lesen auf dem Weg zum Tor auch ihren alten Freund Dizzy Wallin auf. Am Ambosstor angekommen, müssen sie dieses erst gegen die angreifenden Locust verteidigen. Nachdem der Angriff abgewehrt wurde, kann Azura zwar lokalisiert werden; jedoch ist die Insel von einem permanenten Wirbelsturm, dem Malstrom, umgeben was sowohl den Luft- als auch den Seeweg ausschließt. Colonel Hoffman schlägt ein U-Boot vor; doch dafür brauchen sie Treibstoff. Dom schlägt Mercy vor, die Heimatstadt seiner toten Frau Maria, in der sich eine große Emulsion-Raffinerie befindet.
Dort angekommen findet das Delta-Team Mercy vollkommen verlassen vor. Sprengsätze wurden an den Pipelines angebracht. Das Team verfolgt den Übeltäter bis in die Katakomben der Stadt, wo es ihn tot auffindet. Bald darauf treffen sie auf die Verursacher: Durch Emulsion mutierte Leuchtende Menschen. Das Delta-Team versucht sich rauszukämpfen, aber wird von Locust, Leuchtenden Locust und Menschen eingekesselt. Dom opfert sich selbst, indem er in einem Laster in die Benzintanks hineinrast und so seinem Team die Chance zur Flucht ermöglicht. Das Delta-Team hat nur noch eine Möglichkeit, Treibstoff für das U-Boot zu besorgen: Die durch die Hammerschläge verwüstete Stadt Char.
In Char treffen sie auf die Gestrandeten und deren Boss Griffin, die überhaupt nicht gut auf die KOR zu sprechen ist. Griffin hat eine Lieferung Treibstoff im Gebiet der Leuchtenden verloren, das Delta-Team soll diese zurückholen, im Austausch wird Dizzy, der bei der Ankunft entführt wurde, freigelassen. Sie schaffen es, die Ladung sicherzustellen. Auf ihrem Rückweg zu Griffin sehen sie, wie dessen Turm von der Locust-Königin Myyrah und ihren Truppen angegriffen wird. Das Delta-Team kann mit Dizzy entkommen, findet in einem alten Hangar endlich ein U-Boot und macht sich auf den Weg nach Azura.
Auf der Insel finden sie einen hotelartigen Komplex vor, der von den Locust eingenommen wurde. Adam Fenix kann endlich Kontakt mit dem Delta-Team aufnehmen und erzählt Ungeheuerliches: Prescott wusste bereits vor ihrem ersten Erscheinen von den Locust und brachte sämtliche wichtigen Wissenschaftler vor dem Tag der Ankunft auf diese Insel. Fenix teilt ihnen ebenfalls mit, dass er ein Heilmittel gegen die Emulsion gefunden hat, aber er braucht das Delta-Team, um es einsetzen zu können. Das Team schaltet den Generator aus, der den Wirbelsturm aufrechterhält, und ermöglicht somit die Landung der KOR-Truppen. Auf dem Weg zu Adam kämpfen sich Marcus und sein Team durch die Locust und entkommen nur mit knapper Not einem weiteren Angriff von Myyrah. Das Team trifft endlich auf Adam, der ihnen mitteilt, dass das Heilmittel nicht nur die Leuchtenden, sondern alle Locust vernichtet. Fenix sollte auf Myyrahs Befehl hin das Heilmittel so modifizieren, dass es die Locust verschont, schaffte dies aber nicht mehr rechtzeitig. Auf der Spitze der Insel kommt es zum finalen Kampf des Delta-Teams mit Myyrah und ihrem riesigen Tempest. Nachdem dieser besiegt wurde, schickt Adams Maschine Energiewellen über den Planeten, die alle mit Emulsion infizierten Zellen zerstören und damit alle Leuchtenden und Locust töten. Adam zahlt dies mit einem hohen Preis: Um sein Mittel zu testen, hat er sich selbst infiziert und zerfällt vor seinem Sohn zu Staub. Myyrah erscheint ein letztes Mal und verhöhnt Adam vor Marcus, doch dieser tötet sie mit Doms Messer.
Die KOR-Truppen feiern ihren Sieg; Marcus jedoch trauert um seinen Vater und Dom. Anya erinnert ihn an die letzten Worte seines Vaters, dass sie ihr Leben nun in vollen Zügen auskosten sollen. Marcus erwidert nur: „Aber was bleibt uns jetzt?“. Anya antwortet: „Wir haben ein Morgen. Wir haben endlich wieder ein Morgen“.

## Entwicklungsgeschichte
Parallel zur Ankündigung des Spiels wurde ein Trailer namens Ashes to Ashes (deutsch: Asche zu Asche) veröffentlicht.
Der Trailer kündigt einige Neuerungen an, welche später ebenfalls in Interviews bestätigt wurden. So wird die in Teil zwei bereits thematisierte Bedrohung von Menschen und Locust durch die Leuchtenden Locust weiter in den Fokus gerückt.
Im Mai 2010 gab Epic offiziell bekannt, dass der Mehrspieler-Modus von Gears of War 3 erstmals in der Seriengeschichte dedizierte Server unterstützen wird. Damit reagiert man auf die massive Kritik an Teil 2, bei dem jeweils ein Spieler Host ist und dieser Spieler bzw. sein Team daraus entsprechende Vorteile ziehen kann. Am 1. Oktober 2010 wurde bekanntgegeben, dass die Veröffentlichung aus „geschäftlichen Gründen“ auf den Herbst 2011 verschoben wird.
In der Epic-Version des Spieles Bulletstorm war ein Zugang zur öffentlichen Mehrspieler-Beta von Gears of War 3 enthalten. Dieser ermöglicht den Spielern die Teilnahme ab dem 18. April 2011, eine Woche vor Anlauf der regulären Testphase. Die reguläre öffentliche Betaphase dauert vom 25. April 2011 bis einschließlich 15. Mai 2011. Vorbesteller von Gears Of War 3 erhielten einen Code, der die Teilnahme am regulären Mehrspieler-Betatest ermöglichte.
Die Spiele im Rahmen des Betatests wurden auf dedizierten Servern absolviert und gaben dem Spieler die Möglichkeit, exklusive Charakter- und Waffendesigns für die Verkaufsversion des Spiels freizuschalten.
Am 3. Juli 2011 erschien eine unfertige Version des Spiels in diversen BitTorrent-Indexseiten. Offenbar handelt es sich um eine frühe, noch nicht für den Endkunden gedachte Version. Bis auf einige Fehler ist die Version aber offenbar komplett. Man muss seine Xbox modifizieren um den Leak starten zu können, wodurch die Gefahr besteht von Microsoft aus dem Xbox-Online-Angebot gebannt zu werden.

## Altersfreigabe
Als erster Teil der Gears-of-War-Reihe erschien der dritte Teil in Deutschland, nachdem er von der USK eine Altersfreigabe ab 18 Jahren erhielt. Die USK hatte eine Freigabe ursprünglich nicht verweigert, zweifelte aber eine Nichtindizierung durch die BPjM an, weshalb das Spiel an diese weitergereicht wurde. Diese sogenannten Zweifelsfälle können auftreten, wenn eine Jugendbeeinträchtigung nicht auszuschließen ist. Die BPjM sah jedoch keine Indizierungsgrundlage. Daher erhielt das Spiel im zweiten Anlauf die 18er-Freigabe. Microsofts Firmenpolitik ist es, nur Spiele mit USK-Freigabe in Deutschland zu veröffentlichen.

## Rezeption
- Gamers.de 88 %

„In Summe ist „Gears of War 3“ nach wie vor eines der brutalsten Spiele überhaupt und wird qualitativ seinen Erwartungen gerecht. Cliff Bleszinski und sein Team um Epic Games schicken euch durch einen adrenalingeladenen Shootertrip, der bis zum Ende unterhält. Die Inszenierung ist an Bombast kaum zu überbieten!“

- Das Magazin Gbase.ch vergab für Gears of War 3 eine Wertung in Höhe von 9.0/10 Punkten und lobte dabei vor allem die intensive Atmosphäre sowie das abwechslungsreiche Missionsdesign.[10]

- Die Website metacritic.com berechnete einen Durchschnittswert von 91 Punkten basierend auf 96 Kritiken.[11]

## Buch zum Spiel
- Gears of War: Das Ende der Koalition, von Karen Traviss, März 2012, Panini Verlag, ISBN 978-3-8332-2447-8